# Пекуліар
Пекуліар (англ. Peculiar) — місто (англ. city) в США, в окрузі Кесс штату Міссурі. Населення — 5621 особа (2020).

## Географія
Пекуліар розташований за координатами 38°43′44″ пн. ш. 94°28′33″ зх. д. / 38.72889° пн. ш. 94.47583° зх. д. (38.729018, -94.475765).  За даними Бюро перепису населення США в 2010 році місто мало площу 21,89 км², з яких 21,77 км² — суходіл та 0,11 км² — водойми. В 2017 році площа становила 23,57 км², з яких 23,46 км² — суходіл та 0,11 км² — водойми.

## Демографія

### Перепис 2010
Згідно з переписом 2010 року, у місті мешкало 4608 осіб у 1704 домогосподарствах у складі 1268 родин. Густота населення становила 211 особа/км².  Було 1816 помешкань (83/км²).
Расовий склад населення:
| - 94,9 % — білих - 2,0 % — чорних або афроамериканців - 0,4 % — корінних американців - 0,3 % — азіатів - 0,1 % — вихідців з тихоокеанських островів |

До двох чи більше рас належало 1,5 %. Частка іспаномовних становила 2,7 % від усіх жителів.
За віковим діапазоном населення розподілялося таким чином: 29,1 % — особи молодші 18 років, 60,9 % — особи у віці 18—64 років, 10,0 % — особи у віці 65 років та старші. Медіана віку мешканця становила 32,8 року. На 100 осіб жіночої статі у місті припадало 96,3 чоловіків;  на 100 жінок у віці від 18 років та старших — 93,4 чоловіків також старших 18 років.
Середній дохід на одне домашнє господарство  становив 61 289 доларів США (медіана — 58 462), а середній дохід на одну сім'ю — 67 895 доларів (медіана — 66 058). Медіана доходів становила 50 662 долари для чоловіків та 41 541 долар для жінок. За межею бідності перебувало 13,4 % осіб, у тому числі 23,2 % дітей у віці до 18 років та 3,3 % осіб у віці 65 років та старших.
Цивільне працевлаштоване населення становило 2228 осіб. Основні галузі зайнятості: освіта, охорона здоров'я та соціальна допомога — 24,2 %, роздрібна торгівля — 12,5 %, виробництво — 10,5 %, будівництво — 10,2 %.

### Перепис 2000
За даними перепису 2000 року
на території муніципалітету мешкало 2 604 людей, було 953 садиб та 730 сімей.
Густота населення становила 287,3 осіб/км². З 953 садиб у 42,6% проживали діти до 18 років, подружніх пар, що мешкали разом, було 60,7%,
садиб, у яких господиня не мала чоловіка — 13,1%, садиб без сім'ї — 23,3%.
Власники 8,6% садиб мали вік, що перевищував 65 років, а в 19,7% садиб принаймні одна людина була старшою за 65 років. Кількість людей у середньому на садибу становила 2,73, а в середньому на родину 3,14.
Середній річний дохід на садибу становив 44 769 доларів США, а на родину — 48 534 доларів США. Чоловіки мали дохід 36 921 доларів, жінки — 27 885 доларів. Дохід на душу населення був 19 104 доларів. Приблизно 5,7% родин та 7,5% населення жили за межею бідності.